# Harry Brophy
Harry Brophy est un footballeur puis entraîneur anglais, né le 22 octobre 1916 à Leicester et mort le 6 novembre 1996 à Bedford. Formé à Arsenal FC, il évolue au poste de défenseur à Southampton FC à la fin des années 1930. Il émigre en Australie après la Seconde Guerre mondiale et rejoint le Corinthian SC.
Devenu entraîneur, il dirige plusieurs clubs australiens ainsi que l'équipe d'Australie et la sélection mauricienne.

## Biographie
Henry Frederick Brophy nait le 22 octobre 1916 à Leicester mais rejoint rapidement North London où il grandit. Capitaine de l'équipe de football de l'école d'Islington, il remporte avec ses jeunes coéquipiers le Bouclier anglais en 1931 et, deux ans plus tard, signe un contrat de stagiaire avec Arsenal FC. Il ne dispute aucune rencontre en équipe première pour le club londonien qui le prête, l'année suivante, au Canterbury Waverley, club de la Ligue du Kent, puis au Margate FC, équipe partenaire d'Arsenal. Il signe en mai 1936 un contrat professionnel avec les « Gunners » et, rejoint tout de suite après Brighton & Hove Albion FC en prêt. En disputant un match avec la réserve du club face au Reading FC, il se casse la jambe dans un contact avec Fred Briggs et retourne alors dans son club formateur où il ne joue aucune rencontre en équipe première.
L'entraîneur de Southampton FC, Tom Parker (en), ancien joueur d'Arsenal FC à l'origine de sa venue dans le club londonien en 1933, le recrute en mai 1938. Évoluant habituellement au poste de défenseur, Harry Brophy est repositionné au poste d'avant-centre pour les trois premières rencontres à la suite de l'absence de Reg Tomlinson (en). Il inscrit un but à chaque rencontre avant qu'une blessure l’empêche de disputer les deux rencontres suivantes. À son retour, il évolue au poste de milieu de terrain gauche et inscrit un nouveau but. Lors du reste de la saison, il n'inscrit qu'un seul but supplémentaire et dispute au total 37 rencontres la plupart du temps comme milieu de terrain gauche, central ou droit. En fin se saison, les « Saints » terminent à la 18e place du championnat.
Sa carrière professionnelle s'arrête avec le déclenchement de la Seconde Guerre mondiale. Il rejoint d'abord la police puis la marine marchande et sert sur le navire-hôpital « St Andrew » au cours de l'évacuation de Dunkerque en 1940. Durant la guerre, il dispute de nombreuses rencontres amicales avec notamment Huddersfield Town, Fulham FC , Crystal Palace et Clapton Orient.
En 1948, il émigre au Queensland à l'invitation du Corinthian Sport Club de Brisbane et devient entraîneur-joueur de l'équipe tout en travaillant dans une entreprise de génie civil,. Il remporte avec ce club deux titres de champion de la ligue de l'état du Queensland en 1949 et 1952 et devient capitaine de l'équipe ainsi que de celle du Queensland et de la sélection de la ville de Brisbane. Il porte également les couleurs de l'Australie B en 1950, il est le capitaine de la sélection qui affronte la Nouvelle-Calédonie.
Harry Brophy devient ensuite sélectionneur du Queensland contre une rémunération annuelle de cinq livres puis, prend en charge l'équipe d'Australie en 1954, et 1955. En 1957, il rejoint Maurice où il devient sélectionneur de l'équipe nationale. En 1960, il retourne en Angleterre pour passer ses diplômes d'entraîneur au centre national des sports de Lilleshall Hall. Il retourne ensuite en Australie en 1961 et, dirige d'abord Hakoah Sports à Melbourne, puis, le Hellenic FC de Brisbane, avant de s'engager en 1962 avec le Sydney FC Prague avec qui il remporte la Coupe AMPOL en fin de saison puis, en 1963 avec le Sydney Croatia FC. En 1989, il retourne en Angleterre et s'installe à Bedford où il meurt le 6 novembre 1996.

## Palmarès

### Joueur
- Champion de la Ligue du Queensland en 1949 et 1952 avec le Corinthian Sport Club.

### Entraîneur
- Coupe AMPOL en 1962 avec le Sydney FC Prague.